# Mothocya komatsui
Mothocya komatsui là một loài chân đều trong họ Cymothoidae. Loài này được Yamauchi miêu tả khoa học năm 2009.